# Riccia
Pour les articles homonymes, voir Riccia (homonymie).
Riccia est une commune italienne de la province de Campobasso, dans la région Molise.

## Administration
| Période                                  | Période | Identité | Étiquette | Qualité |
| ---------------------------------------- | ------- | -------- | --------- | ------- |
|                                          |         |          |           |         |
| Les données manquantes sont à compléter. |         |          |           |         |

### Hameaux
Paolina, Sticozze, Mancini

### Communes limitrophes
Castelpagano, Castelvetere in Val Fortore, Cercemaggiore, Colle Sannita, Gambatesa, Jelsi, Pietracatella, Tufara